# Akker (landbouw)

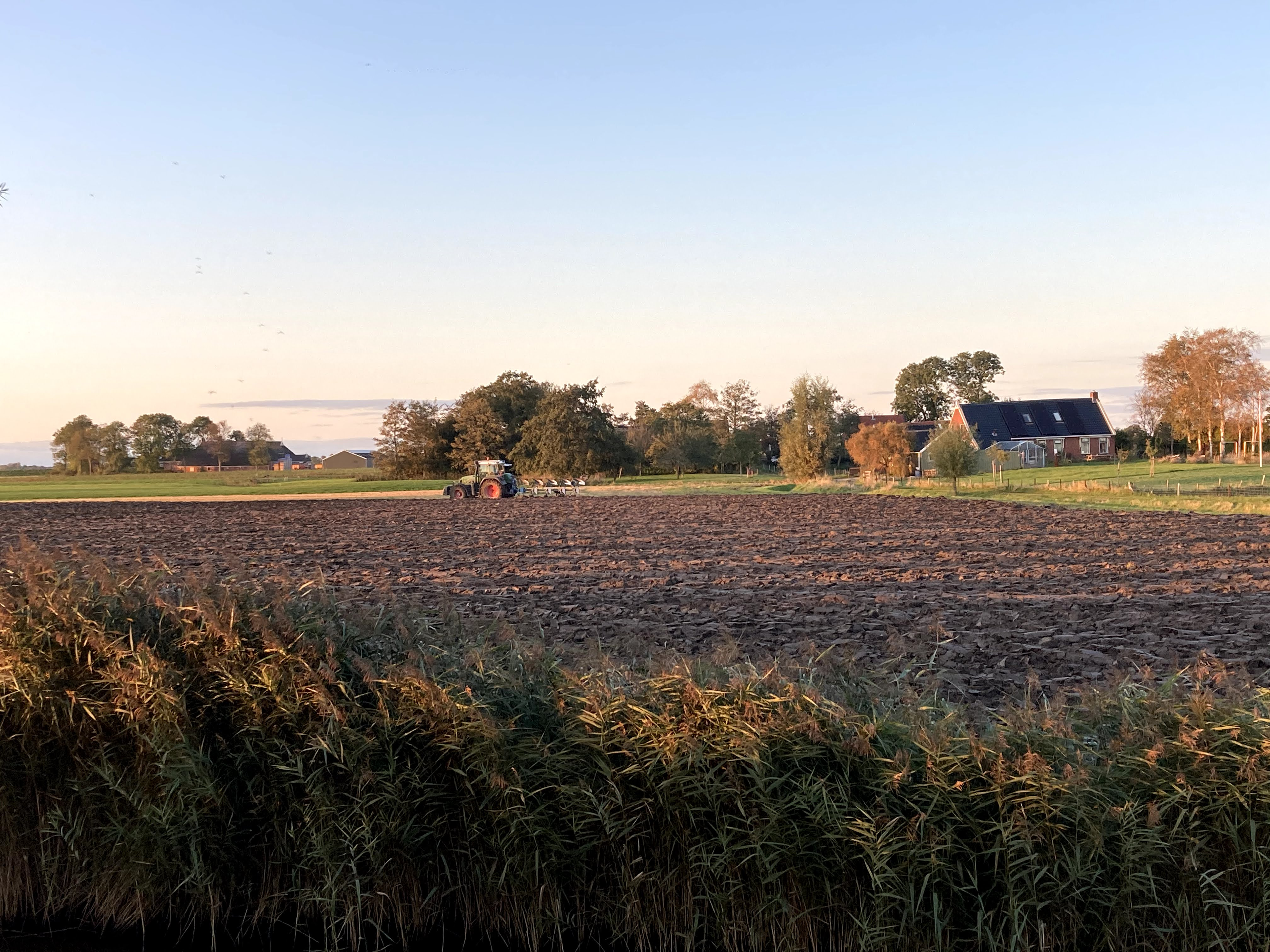
Het ploegen van een akker

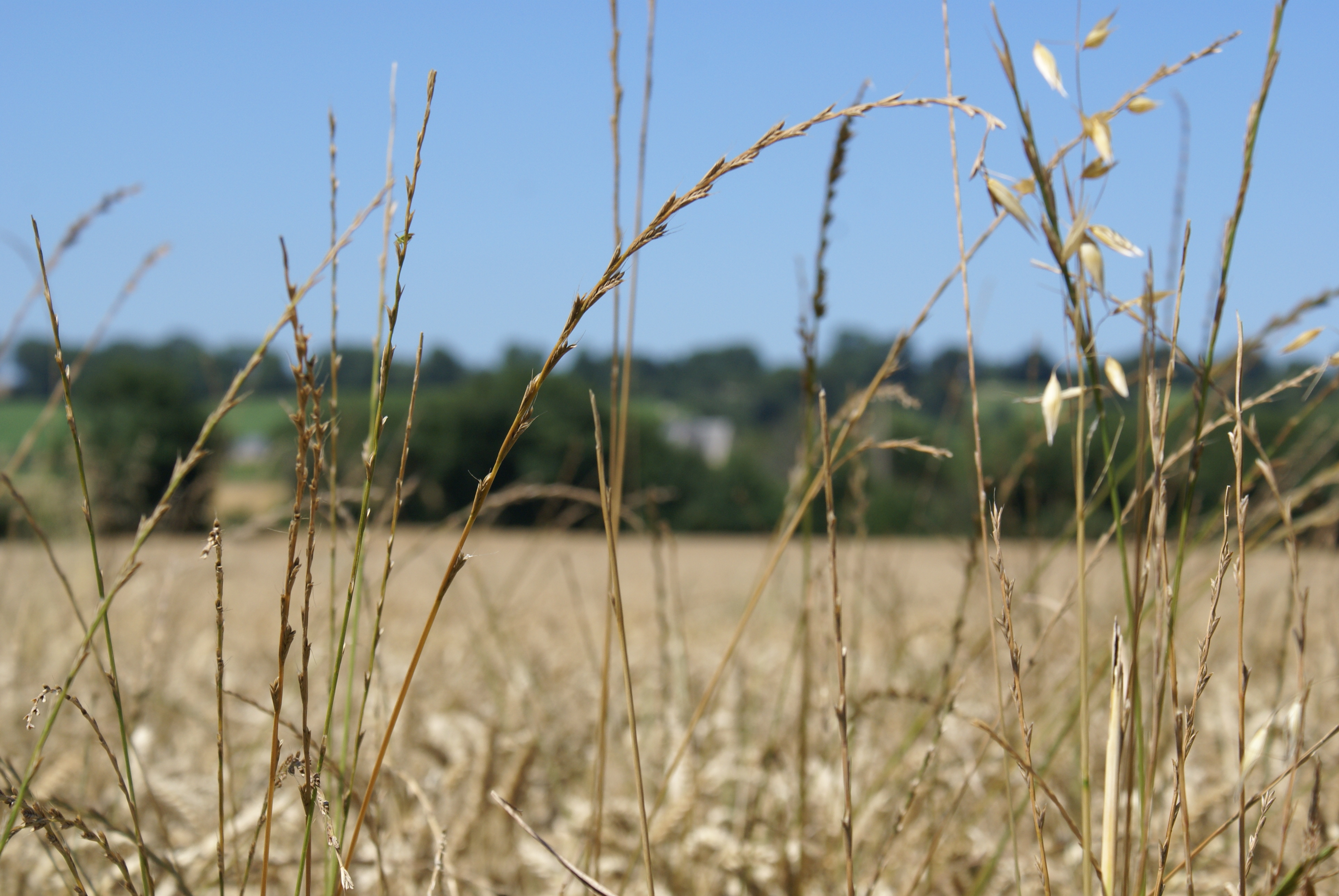
Een akker in Frankrijk

Een akker, akkerland of bouwland is een landschapselement met bewerkte grond waarop cultuurgewassen zoals graan, aardappelen of suikerbieten worden verbouwd.
Een akker kan begrensd worden door andere landschapselementen zoals percelen akkerland, sloten, wegen of afrasteringen. Afrasteringen kunnen bestaan uit bijvoorbeeld palen met ijzerdraad of prikkeldraad, heggen of houtwallen. 
In gebieden met intensieve landbouw waar de meeste overige landschapselementen zijn verwijderd, kunnen van de akkerranden een faunarand gemaakt worden om wilde planten en zo ook de insecten en vogels een betere kans te geven om te overleven.

## Etymologie
Het woord 'akker' is verwant aan het Latijnse ager. Het Latijnse woord voor landbouwer is agricola, een samenstelling van ager en colo (bebouwen/bewerken). 